# Биберс
Биберс (нем. Bibers) — река в Германии, протекает по земле Баден-Вюртемберг. Площадь бассейна реки составляет 62 км². Длина реки — 21 км.

## География
Поселения вдоль реки:
- Вальденбург
  - Штрайтхоф
  - Вальденбург
  - Цигельхютте
  - Ноймюле
- Коммуна Михельфельд
  - Гнаденталь
  - Пфайфферсхойсле
  - Мессерсмюле
  - Коппелинсхоф
  - Кисберг
  - Михельфельд
- Швебиш-Халль
  - Биберсфельд[нем.]
- коммуна Розенгартен
  - Кастенхоф
  - Риден
  - Цигельмюле
  - Вестхайм

## Достопримечательности
Природоохранная зона Entlesboden в приблизительно 1 км от Зайлаха.

## Галерея
- С высоты птичьего полёта
- Река Биберс у Зайлаха
- Река в 200 м от своего устья в Розенгартен (Кохер)